# Уильям II (граф Росс)
Уильям II, граф Росс (англ. William II, Earl of Ross; до 1274 — ок. 1323) — шотландский аристократ, правитель провинции Росс в Северной Шотландии (1274—1323), видный деятель Первой войны Шотландии за независимость.

## Биография
Уильям был единственным сыном и наследником Уильяма I, графа Росса (1251—1274), и Джоан Комин, дочери Уильяма Комин, лорда Баденоха.
Около 1274 года после смерти своего отца Уильям II унаследовал графство Росс на севере Шотландии. В 1284 году граф Росс вместе с другими шотландскими дворянами признал принцессу Маргарет Норвежскую Деву (1283—1290) в качестве наследницы своего деда, короля Шотландии Александра III. В 1291 году граф Росс признал короля Англии Эдуарда I Плантагенета в качестве сюзерена Шотландии. Он был избран в качестве аудитора на судебном процессе между Джоном Баллиолем, бароном Барнард-Касла, и Робертом Брюсом, лордом Аннандейлом, претендовавшими на вакантный королевский шотландский престол.
Уильям, граф Росс, был одним из лидеров шотландской армии в сражении при Данбаре в 1296 году, когда король Англии вторгся в Шотландию, чтобы наказать Джона Баллиоля за отказ поддержать английскую кампанию против Франции. После поражения шотландцев в этом сражении граф Росс был взят в плен англичанами и отправлен в Тауэр, где он находился в заключении в течение шести лет. В сентябре 1303 года граф Росс был освобожден из плена и получил разрешение вернуться в Шотландию. В декабре того же 1303 года граф Росс прибыл в Перт, где он находился с Эдуардом, принцем Уэльским, пока его не отправили домой в феврале. Позднее в 1304 году граф Росс находился с королем Эдуардом I в Данфермлине, получил от монарха коня, доспехи и другие дары, а также был назначен хранителем шотландских земель за рекой Спей.
В 1306 году Элизабет и Марджори, жена и дочь Роберта Брюса, с другими сторонниками династии Брюс укрылись от наступающей английской армии в часовне Святого Дутака в Тейне (графство Росс). Уильям, граф Росс, нарушил законы гостеприимства, задержал семью и сторонников Роберта Брюса и выдал их англичанам. Они были отправлены в качестве заключенных в Англию, только после битвы при Бэннокбёрне в 1314 году они получили свободу.
Это поставило Уильяма II, графа Росса, в опасное положение. В том же 1306 году Роберт Брюс атаковал графство Росс с юга, а Локлан Макруайри напал на владения Уильяма на западе. В 1308 году король Англии Эдуард II Плантагенет написал графу Росса послание, в которой благодарил его за заслуги и обещал оказать дальнейшую помощь. Но после вторжения Роберта Брюса в графство Росс Уильям в октябре 1308 года вынужден был ему подчиниться и принести оммаж. Позднее Уильям, граф Росс, написал королю Англии, извиняясь за перемирие с Робертом Брюсом, и просил помощи, чтобы отразить вторжение Брюса в графство Росс.
В 1320 году Уильям II, граф Росс, был одним из восьми шотландских графов, участвовавших в подписании Арбротской декларации. Граф Росс был отправлен с миссией к папе римскому Иоанну XXII с просьбой признать независимость Шотландии.
Уильям II скончался в селении Делни в графстве Росс в 1323 году.

## Семья
Уильям, граф Росс, был женат на Ефимии, вероятно, дочери сэра Хью де Беркли, юстициария Лотиана. У супругов было три сына и две дочери:
- Хью, граф Росс (до 1297—1333), преемник отца
- Сэр Джон Росс, женат на Маргарет Комин, дочери Александра Комина, шерифа Абердина (ум. 1308)
- Сэр Уолтер Росс, погиб в битве при Бэннокбёрне
- Изабелла Росс, муж с 1317 года Эдвард Брюс, граф Каррик (ок. 1275—1318)
- Дороти Росс, муж — Торквиль Маклауд из Льюиса.